# Brinckochrysa qiongana
Brinckochrysa qiongana är en insektsart som beskrevs av C.-k. Yang in X.-k. Yang och C.-k. Yang 2002. Brinckochrysa qiongana ingår i släktet Brinckochrysa och familjen guldögonsländor. Inga underarter finns listade i Catalogue of Life.